# Tailstrike

Animação demonstrativa de um tailstrike (Na animação, o Boeing 747-146SR envolvido no acidente aéreo do voo JAL 123).

Na aviação,o termo tailstrike (em português:"bater com a cauda") é um evento em que a extremidade traseira de uma aeronave atinge a pista. Isto pode acontecer durante a decolagem de uma aeronave de asa fixa se o piloto puxa o manche demasiadamente, conduzindo à extremidade traseira da fuselagem entrar em contato com a pista. Ele também pode ocorrer durante o pouso se o piloto levanta o nariz de forma muito agressiva. Isso é muitas das vezes o resultado de uma tentativa de pousar o mais perto da cabeceira da pista.
O tailstrike é fisicamente possível apenas em uma aeronave com trem de pouso triciclo. Algumas aeronaves, que exigem um alto ângulo de ataque na decolagem, estão equipados com pequenas tailwheels (roda de cauda) para prevenir tailstrikes. Os exemplos incluem o Concorde e Saab Draken.
Algumas aeronaves, como o Diamond DA20 da Diamond Aircraft Industries tem um skid instalado para proteger a estrutura do avião em caso de um tailstrike.

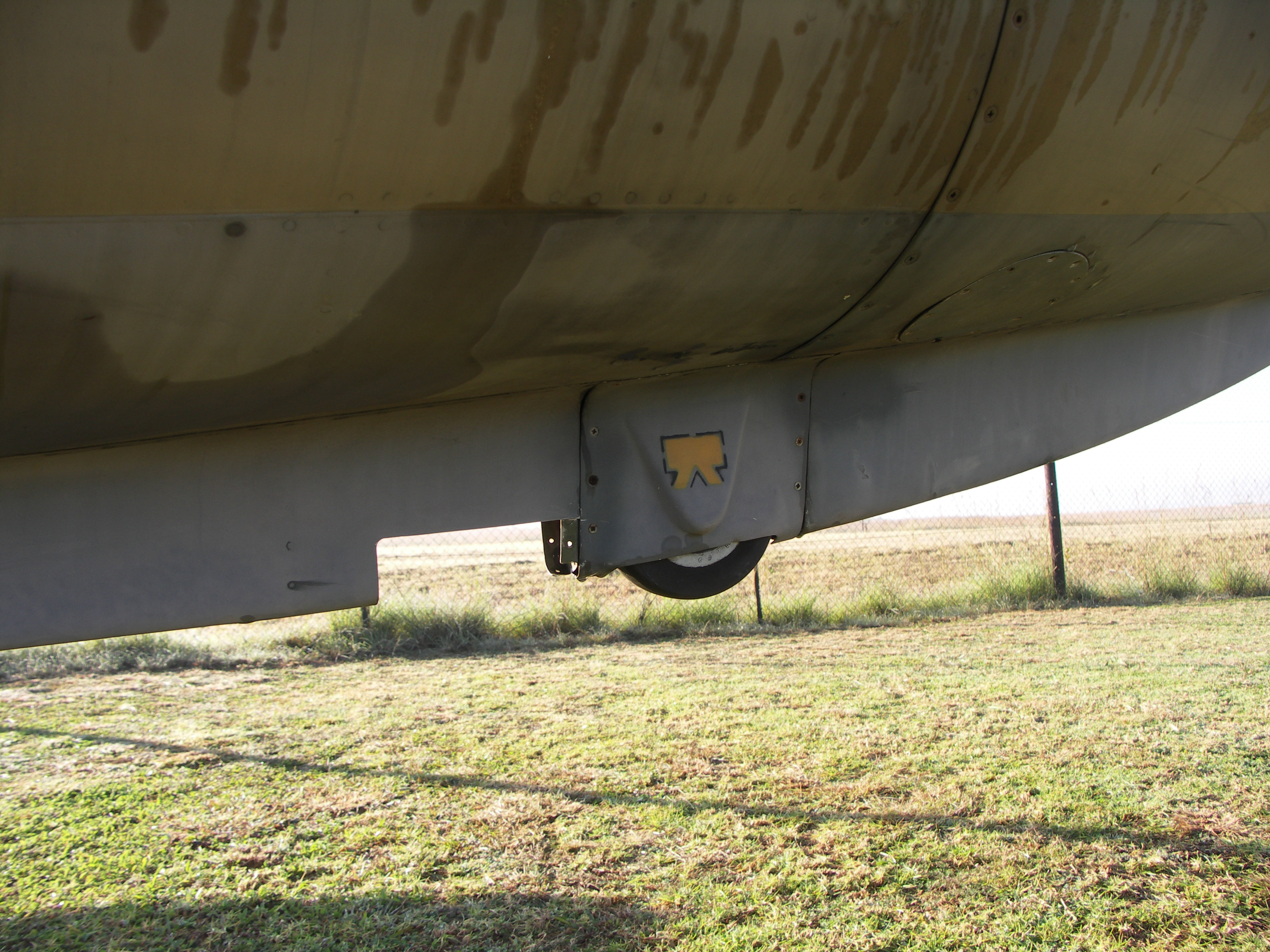
tailwheel (roda de cauda) em destaque

Incidentes de Tailstrike raramente causam danos significativos ou provocam situações de risco, mas pode causar perdas financeiras com os aviões que devem ser inspecionados e reparados. No entanto, reparos mal feitos à estrutura danificada após um acidente de tailstrike pode causar uma falha estrutural mais tarde, após repetidos ciclos de pressurização e despressurização no ponto fraco. Um exemplo foi no voo Japan Airlines 123, e outro foi o voo China Airlines 611. As aeronaves envolvidas nos acidentes tinham sofrido um tailstrike alguns anos antes, após reparações incorretas que resultaram nos desastres.